# Mallenchen

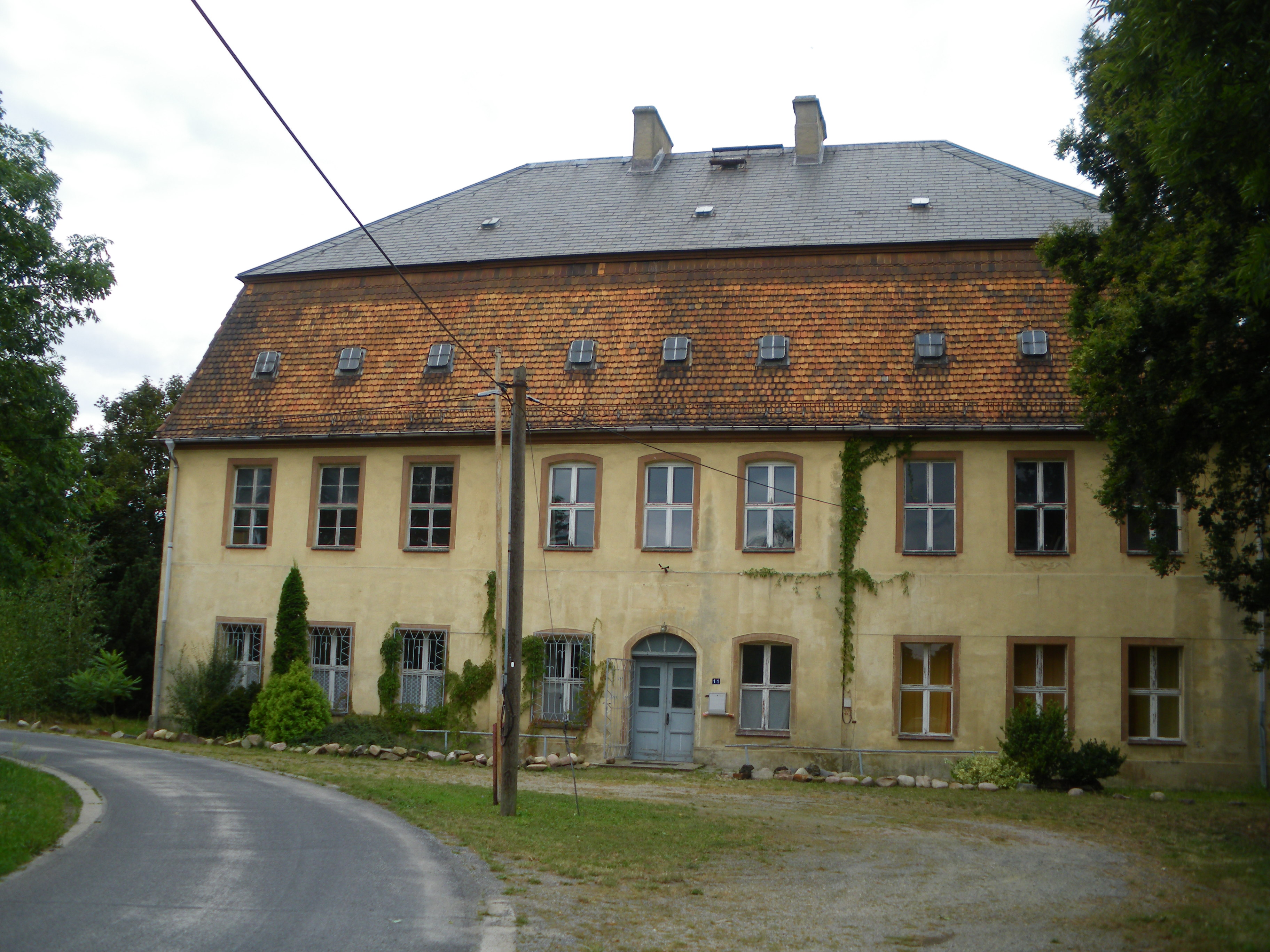
Gutshaus Mallenchen

Mallenchen, niedersorbisch Jazorce, ist ein Gemeindeteil von Groß Jehser, das ein Ortsteil der Stadt Calau ist. Der Ort liegt im Westen des südbrandenburgischen Landkreises Oberspreewald-Lausitz. Der Ort wurde vergleichsweise spät 1521 erstmals urkundlich erwähnt.

## Lage
Mallenchen liegt in der Niederlausitz im Naturpark Niederlausitzer Landrücken am Drehnaer See.
Nördlich des Ortes liegt der Calauer Ortsteil Zinnitz mit seinem Gemeindeteil Bathow. Nordöstlich liegt Groß Jehser, östlich dessen Gemeindeteil Erpitz sowie der Ortsteil Buckow der Stadt Calau. Im Südosten folgt der Ortsteil Kemmen mit Säritz und Schadewitz. Im Süden liegt Klein Mehßow und im Südwesten grenzt Mallenchen an den Luckauer Ortsteil Fürstlich Drehna und dessen Gemeindeteil Tugam.
Die Gemarkung wurde 1950 mit der Gemarkung Gliechow vereinigt und heißt heute Gemarkung Gliechow, obwohl der Ort Gliechow 1978/79 devastiert wurde. Südlich des Ortes fließt heute die Dobra vorbei, ein künstlicher Wasserlauf, der nach einigen Kilometern in die Spree mündet. Von Süden kommend mündet die Schuche bei Mallenchen in die Dobra. Vor dem Braunkohlenabbau westlich des Ortes floss westlich am Ort die Schrake vorbei, die zwischen Lichtenau und Hänchen (heute Schönfeld) in die Dobra mündete, die vor dem Anfahren des Braunkohletagebaus Schlabendorf-Süd 1975 einen völlig anderen Verlauf hatte. Die Schrake trieb westlich des Ortes die Mallenchener Wassermühle an.

## Geschichte

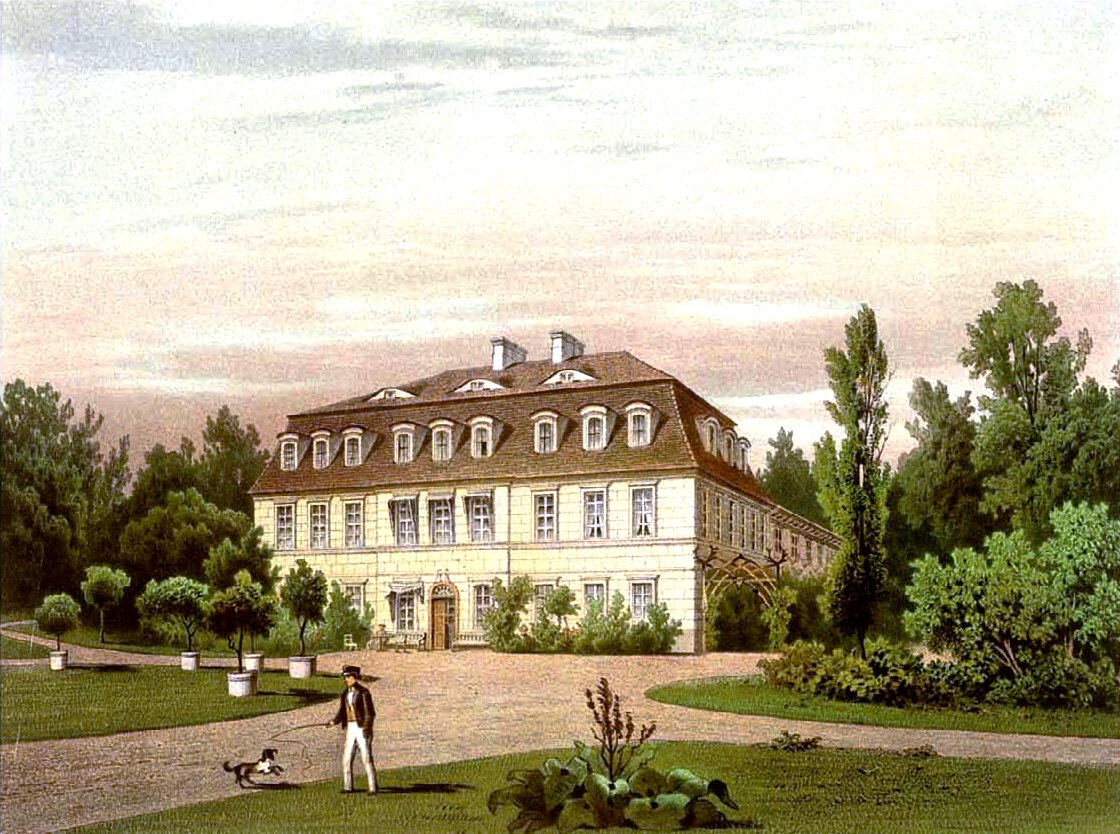
Gut Mallenchen um 1861/62, Sammlung Alexander Duncker

Mallenchen wurde erstmals im Jahr 1521 urkundlich erwähnt. Durch die späte Überlieferung des Namens ist keine sichere Namensdeutung möglich. Möglich ist eine Ableitung vom niedersorbischen Wort maly für klein. Dies bezieht sich auf die zahlreichen kleinen Seen, die sich in der Umgebung befanden. Der heutige sorbische Ortsname Jarzorce ist eine Verkleinerungsform des Wortes Jazor für See. Dieses Wort liegt in Jazory dem Namen des benachbarten Ortes (Groß) Jehser zugrunde. In Abgrenzung dazu wurde der Name Klein Jehser Malke Jazorce oder Malenke Jazorce gebildet. Daraus entwickelte sich die deutsche Namensvariante Mellenichen 1587 und Mallenichen im 18. Jahrhundert. In den Jahren 1761 und 1880 wurden die niedersorbischen Ortsnamen Jazorze und Jazorcy genutzt. Der Name Klein Jehser wurde so zu Mallenchen. Ernst Eichler schließt eine Beziehung zum sorbischen Wort Malina für Himbeerstrauch aus. Nach Lehmann war die ursprüngliche Dorfstruktur eine Zeile.

### Die frühe Besitzgeschichte
1521 erteilte Heinrich Tunckel von Bernitzko, Landvogt der Niederlausitz, seinen Zustimmung zur Verpfändung der zur Herrschaft Drehna gehörigen Dörfer Deutsch Drehna, Tugam, Schrakau, Babben, Bergen, Bresinchen und einiger Zinsen im Dorf Mallenchen durch Caspar von Minckwitz zu Drehna an Georg von Schlabrendorf, Johanniterordensmeister in der Mark, für ein Darlehen in Höhe von 3.000 rheinischen Gulden, für das 150 Gulden Jahreszins fällig waren. 1549 schichteten die Brüder Caspar und Wolf von Minckwitz zu Drehna ihre Schulden in Höhe von 3.000 Gulden um. Sie mussten nun die 150 Gulden Zins an Hans von Küstrin, Markgraf von Brandenburg-Küstrin entrichten. Unter dem Pfandgut waren wiederum Zinsen in Mallenchen.
Am 25. November 1527 empfing Bartusch von Mielen zu Briesen (Lkr. Spree-Neiße) die Dörfer Mallenchen und Schadewitz zu Lehen, wie das seine vorfarren Innegehabt zu Lehn entpfangen haben. Es handelte sich um eine Wiederbelehnung nach dem Wechsel in manu dominante, d. h. nach dem Tod von Ludwig II., dem König von Böhmen, Ungarn und Kroatien in der Schlacht von Schlacht bei Mohács 1526 und dem Regierungsantritt seines Nachfolgers Ferdinand I. Dies heißt, dass die von Mielen schon geraume Zeit vorher im Besitz von Mallenchen waren. Allerdings war in diesem Lehen nicht das ganze Dorf enthalten; einige Zinsen gingen an die Herrschaft Drehna. 1519 hatte Bartusch von Mielen die Lehen seines Vaters Jan von Mylen/Mielen in der Herrschaft Cottbus, Briesen, Brahmow, einen Anteil von Guhrow, Kunersdorf und Ruben übernommen. Wir dürfen in diesem Jan von Mylen/Mielen wohl auch den Vorbesitzer von Mallenchen vermuten. Das nachweislich ab 1527 mit Mallenchen verbundene Schadewitz gehörte ursprünglich den von Buxdorf auf Bornsdorf und wurde 1489 an Götz von Wolffersdorf verkauft. Von diesem von Wolffersdorff dürfte es bald darauf an Jan von Mylen gekommen sein, und von diesem an dessen Sohn Bartusch. Bartusch von Mielen ließ schon zu seinen Lebzeiten, am 24. August 1538, seine Lehen Mallenchen und Schadewitz auf und überließ sie seinen Söhnen Wolff, Christian, Bartusch d. J. und Hans.

### Die von Kracht’sche Besitzzeit
Die vier Brüder von Mielen behielten die beiden Lehen Mallenchen und Schadewitz nicht, sondern verkauften die beiden Dörfer noch im selben Jahr an Bartusch von Kracht auf Groß Rietz (Gem. Rietz-Neuendorf) und Lindenberg (Gem. Tauche). Dieser Bartusch von Kracht war mit Sophie von Schlieben aus dem Hause Baruth verheiratet. Mit ihr hatte er die drei Söhne Albrecht, Abraham und Isaac sowie die Tochter Anna (verheiratet mit Christoph von Schade). In der brüderlichen Teilung von 1577, nach des Vaters Tod, übernahm Abraham Groß Rietz, Isaac (1547–1617) das Gut Lindenberg und Albrecht die Güter Mallenchen und Schadewitz.
Albrecht von Kracht erhielt 1577 den Lehenbrief über Mallenchen und Schadewitz. Er war mit Margaretha von Zabeltitz verheiratet. 1581 kaufte er noch den Besitzteil des Esaias von Minckwitz auf Pademagk, den dieser in Mallenchen hatte, hinzu. Dies waren zwei Mallenchener Bauern mit ihren Verpflichtungen zu Pferdediensten, Korn- und Geldzinsen. Albrecht von Kracht kaufte später noch eine Hälfte des Dorfes Groß Jehser, und 1585 die Dörfer Erpitz und Garrenchen von Friedrich von Minckwitz. Das halbe Dorf Groß Jehser tauschte er aber 1596 gegen das Gut Klein Mehßow ein, das Ulrich von Wolfersdorf gehört hatte. Albrecht von Kracht ist um/vor 1597 gestorben, denn am 15. Oktober 1597 wurden seine Söhne Baltzer, Hektor und Achilles – die letzteren beiden waren noch minderjährig – mit Mallenchen, Schadewitz und Klein Mehßow belehnt. Sicher erhielten sie auch Lehnbrief(e) über Klein Mehßow, Erpitz und Garrenchen, die sich aber nicht erhalten haben.
1601 waren die drei Brüder Baltzer, Hektor und Achilles, Söhne des Albrecht von Kracht, entweder verstorben oder, was wahrscheinlicher erscheint, sie hatten ihren Besitz an Isaac von Kracht (1547–1617) auf Lindenberg verkauft. 1601 war Isaac von Kracht auf Mallenchen, Schadewitz, Erpitz und Lindenberg Lehnszeuge bei der Belehnung des Joachim von der Schulenburg auf Löcknitz, Lübbenau, Lieberose etc. durch den damaligen Landvogt der Niederlausitz Heinrich Anselm, Freiherr von Promnitz. 1614 wird er als Bürge mit Sitz auf Mallenchen genannt. Isaac von Kracht war mit Eva von List aus dem Hause Komptendorf verheiratet, mit der er zehn Söhne und zwei Töchter hatte. Er hatte zahlreiche militärische Engagements und zivile Ämter inne, u. a. war er auch Direktor des Calauischen Kreises in der Niederlausitz. Er starb am 2. Oktober 1617 und wurde auf seinem Gut Lindenberg begraben.
Erbe von Mallenchen (mit Schadewitz und Erpitz) und Klein Mehßow war der Sohn Georg von Kracht. Am 6. Mai 1618 belehnte der brandenburgische Kurfürst Sigismund den Georg von Kracht mit Lindenberg, zwei Mühlen und anderen Gütern. Die Belehnungsurkunde mit Mallenchen und Klein Mehßow hat sich nicht erhalten. Aber am 18. Februar 1619 verleibdingte Georg von Kracht seine Frau Ursula Magdalene von Zabeltitz, Tochter des Wolf von Zabeltitz auf Reuden mit dem Gut Mallenchen. Das Gut Klein Mehßow musste er allerdings 1624 an Andreas von Klitzing auf Göllnitz und Dollenchen verkaufen. 1625 wird von einem (Groß-)Brand in Mallenchen berichtet. Georg von Kracht hatte allerdings bei der Erbteilung nach dem Tod des Vaters hohe Schulden übernehmen müssen, die er nicht tilgen konnte. So musste er 1638 für eine Schuld von 12.088 Talern bei seinem Bruder Hildebrand, Oberst und Oberhauptmann der Festung Küstrin, diesem sein Gut Mallenchen überlassen. Georg starb bald darauf am 26. Februar/8. März 1638. Hildebrand suchte noch die Lehen nach, starb jedoch ebenfalls noch im selben Jahr.
Hildebrand von Kracht hatte 1613 Anna Maria von Rintorf geheiratet, mit der er den Sohn Dietrich und zwei Töchter hatte. Anna Maria von Rintorf starb am 30. Juni 1630 in Küstrin. Hildebrand heiratete danach in zweiter Ehe Elisabeth Sophia von Rohr, Tochter des Klaus von Rohr auf Schönberg, mit der er noch die Tochter Hedwig Sophie (* 17. März 1633) hatte. Am 19. August 1638 starb Hildebrand von Kracht in Küstrin. Das Gut Lindenberg fiel an seine Tochter Hedwig Sophie, Mallenchen mit Schadewitz und Erpitz an den Sohn Dietrich von Kracht.
Dietrich von Kracht legte am 30. August 1651 den Lehenseid für Mallenchen und sein Zubehör ab. Er war mit Dorothea Magdalena Marschallin von Herrngosserstädt verheiratet. Er war Kommandant in Breslau und starb 1657 ohne Kinder zu hinterlassen. Die Witwe Dorothea Magdalena führte das Gut zunächst weiter; 1660 wurde Mallenchen versteigert. Nach der Familiengeschichte der von Zabeltitz soll 1660 noch ein von Zabeltitz Besitzer von Mallenchen gewesen sein. Quellen werden nicht genannt. Aufgrund der Besitzabfolge ist dies eher unwahrscheinlich. Denkbar wäre allenfalls, dass ein von Zabeltitz als ein Gläubiger des Dietrich von Kracht kurzzeitig im Pfandbesitz von Mallenchen war. In der Versteigerung 1660 konnten Elisabeth Sofie von Kracht, die Stiefmutter des Dietrich von Kracht und ihre Tochter Hedwig Sofie, seine Stiefschwester, Mallenchen für 8.000 Taler ersteigern. Ihr Lehensträger Alexander Jacob von Hoym auf Kittlitz wurde am 18. Dezember 1660 mit Mallenchen belehnt. Elisabeth Sofie von Kracht (geb. Rohr) starb 1662, und 1663 wurde Mallenchen in ein Erblehen umgewandelt. Alleinige Besitzerin war nun Hedwig Sophie, die in erster Ehe mit Bernhard von Arnim verheiratet war, der jedoch mit nur 40 Jahren starb. Sie heiratete dann in zweiter Ehe den kurbrandenburgischen Geheimrat und Hofkammerpräsidenten Raban Freiherr von Canstein, mit dem sie drei Söhne hatte. Der älteste Sohn Friedrich Wilhelm starb jung, der zweite Sohn Philipp Ludwig fiel als Königlich-Preußischer Oberst in der Schlacht bei Malplaquet (bei Mons, Belgien) am 11. September 1709, und der dritte Sohn Carl Hildebrand stiftete später die bekannte Cansteinsche Bibelanstalt. Raban von Canstein starb am 22. März 1680 in Küstrin. Am 2. April 1680 verkaufte seine Witwe Hedwig Sophie Mallenchen mit Schadewitz und Erpitz für 11.600 Taler an Christoph von Möllendorf, der am 21. November 1682 die Belehnung erhielt. Nur wenig später verkaufte Christoph von Möllendorf die Güter für 11.700 Taler an Johann Patow, den kurbrandenburgischen Amtmann auf Arendsee in der Altmark. Mit ihm begann die Patowsche Besitzzeit, die bis 1945 andauerte.

### Die (von) Patow auf Mallenchen
Nach dem Gothaischen Genealogischen Taschenbuch 1941 stammten die bürgerlichen Patow aus Mecklenburg; sie waren dort zunächst Gutspächter. Johann (Hans) Patow (* 1. August 1642 in Güstrow, † 22. Juli 1705) war mit Sophia Dorothea Reyer (1663–1737) verheiratet. Mit ihr hatte er die Kinder Johann Friedrich, Wilhelm Dietrich und Gottfried Karl Ludwig sowie Sybille Charlotte, Lucretia Sophie und Anna. Am 10. Februar 1684 erhielt er den Erblehnbrief über Mallenchen. 1687 erwarb Johann das Gut Neudeck (Lkr. Elbe-Elster). 1691 hatte er Ärger mit Christoph Gebhardt v. Minckwitz zu Groß Jehser, der ihn wegen Fischen und Krebsfangens im Mühlenfließ verklagte. 1692 erwarb er Gliechow für 9.000 Taler und 100 Taler Gunstgeld von Georg Friedrich von Minckwitz. Von 1698 bis 1701 gehörte ihm auch das Gut Muckwar, das er jedoch für 4.000 Taler an Christian Berthold verkaufte, Amtmann und Pächter der Herrschaft Hermannsdorf. Johann Patow ist am 22. Juli 1705 zu Groß Jehser verstorben. Anscheinend führte zunächst seine Witwe Sophia Dorothea den Wirtschaftsbetrieb in Mallenchen weiter. 1710 focht sie mit der Gemeinde einen Konflikt wegen der Schafhütung aus. Sie starb am 4. April 1737 in Groß Jehser.
Erbe von Mallenchen war der Sohn Johann Friedrich (* 1. Dezember 1683, † 17. September 1755), der auch Erbherr auf Neudeck und Gliechow war. Er erhielt am 15. Juni 1706 den Erblehnbrief über Mallenchen. Johann Friedrich heiratete 1712 Johanna Christiana Edle von Zech (1696–1728). 1717 wurde er von Kaiser Karl VI. in Wien in den Reichsadel- und Ritterstand mit dem Titel Edler erhoben. Die Anerkennung in Kursachsen erfolgte 1718. 1731 wurde er Oberamtsrat der Niederlausitz. Nach dem Amtsantritt von Herzog Heinrich von Sachsen-Merseburg erhielt er am 7. Dezember 1731 einen neuen Erblehnbrief. Ein weiterer Erblehnbrief datiert vom 28. September 1741. Nach 1747 verkaufte er Neudeck an Hartmann von Landwüst. Bereits 1743 übertrug er das Gut Gliechow an seinen Sohn Bernhard Friedrich. 1748 verpachtete Johann Friedrich von Patow sein Gut Mallenchen an Marie Elisabeth Lehmann. Johann Friedrich von Patow starb am 17. September 1755.
Erbe von Mallenchen war der einzige Sohn Bernhard Friedrich von Patow (* 14. September 1713,  12. Dezember 1769 in Lübben), der am 25. September 1755 damit belehnt wurde. Er wurde wie sein Vater kursächsischer Oberamtsrat. Er war in erster Ehe mit Marie Auguste Sofie von Pognitz verheiratet. Die Ehe wurde später geschieden und blieb auch kinderlos. Er heiratete dann in zweiter Ehe Christiane Charlotte Caroline Heynemann/Haynemann. 1767 wurde der einzige Sohn Erasmus Gottfried geboren. 1769 hatte Bernhard von Patow auf Mallenchen Streitigkeiten mit der benachbarten Gemeinde Säritz wegen der Hütung und der Waldgrenzen. Am 12. Dezember 1769 starb Bernhard Friedrich von Patow. Die Witwe Christiane Charlotte Caroline heiratete in zweiter Ehe Johann Karl Gottlob von Walther und Croneck auf Frauenberg und Groß Mehßow. Sie erhielt außerdem ein Viertel des Gutes Gliechow.
Erbe von Mallenchen war der einzige Sohn Erasmus Gottfried Bernhard von Patow (* 2. Februar 1767, † 16. November 1842). Am 11. Mai 1790 verkauften seine Stiefbrüder Hans Heinrich und Friedrich August von Walter und Croneck ihm ihr väterliches Gut Groß Mehßow. Am 18. September 1790 wurde Erasmus Gottfried Bernhard von Patow in den Freiherrenstand erhoben. 1790 besaß er Mallenchen, Gliechow, Erpitz, Schadewitz und Groß Mehßow. 1790 wurden Schadewitz und Erpitz vom Gut Mallenchen abgetrennt und verkauft; die beiden Orte wurden aber später wieder zurück erworben. Erasmus Gottfried Bernhard von Patow war seit 1796 mit Johanna Friederike Marianne von Thermo (1766–1847) verheiratet. Mit ihr hatte er die Kinder Erasmus Bernhard, Robert, Caroline Friederike und Hermann. 1808 wurde er von König Friedrich Wilhelm III. von Preußen zum Kammerherrn ernannt. Am 25. Februar 1817 erhielt Erasmus Gottfried Bernhard nach dem Übergang der Niederlausitz an Preußen einen neuen Lehnbrief. Er erwarb außerdem noch Groß Jehser; das genaue Datum des Erwerbs ist allerdings unsicher. 1828 sind noch die Erben des v. Lüdicke als Besitzer genannt. Außerdem erwarb er die Güter Schadewitz und Erpitz wieder zurück. 1838 verkaufte Erasmus Gottfried Bernhard von Patow Groß Mehßow an seine Söhne Erasmus Bernhard, Alexander Hermann und Erasmus Robert. Am 16. November 1842 ist er gestorben. Erben seines großen Grundbesitzes waren seine drei Söhne.
Der umfangreiche Grundbesitz des Erasmus Gottfried Bernhard von Patow bestehend aus Mallenchen, Gliechow, Groß Mehßow, Groß Jehser, Schadewitz und Erpitz wurde nun aufgeteilt. Mit der Erbregulierung zwischen den drei Brüdern vom 8. Juli 1843 erhielt der älteste Sohn Erasmus Bernhard (Bernhard) (* 6. Oktober 1798, † 7. September 1758) Groß Jehser mit Schadewitz und Erpitz, der jüngste der drei Brüder Robert (* 10. September 1804 in Mallenchen, † 5. Januar 1890 Berlin), der spätere Oberpräsident der Provinz Brandenburg und Finanzminister, erhielt Groß Mehßow und hatte sich 1842 von der Gräfin Sophie Henriette Isabella Gräfin von Lynar noch das Rittergut Zinnitz hinzu gekauft.
Die Güter Mallenchen und Gliechow kamen an den mittleren Bruder Alexander Hermann (Hermann) (* 27. März 1801, † 3. April 1884). Er war zuerst in der preußischen Armee und brachte es dort bis zum Rittmeister. Später war er Kreisdeputierter und Mitglied des preußischen Herrenhauses auf Lebenszeit, außerdem seit 1843 Ehrenritter des Johanniterordens der Balley Brandenburg. Er heiratete am 1. Juni 1831 Franzisca Gräfin und Edle Frau zur Lippe-Biesterfeld-Weißenfeld (* 1808),  mit der er die Tochter Alexandrine und die fünf Söhne Bernhard (* 26. April 1832), Kurt (* 19. August 1836), Egon (* 23. November 1837), Konrad Hermann (* 6. Juli 1847) und Franz (* 2. April 1849) hatte. Er erhielt unter dem 13. April 1849 noch einen letzten Lehenbrief für Mallenchen. Durch Verfügung vom 11. Juli 1851 wurde der Lehensstatus von Mallenchen gelöscht, und das Gut ging in Vollbesitz des Hermann von Patow über. 1854 wurde er zum Mitglied des preußischen Herrenhauses gewählt. Hermann von Patow starb am 3. April 1884 in Mallenchen. Der väterliche Grundbesitz bestehend aus Gliechow und Mallenchen wurde unter zwei Söhnen aufgeteilt. Das Gut Gliechow ging an den zweitältesten Sohn Kurt.
Erbe von Mallenchen war der älteste Sohn Bernhard (* 26. April 1832, † 25. März 1917). Er diente zuerst in der preußischen Armee, wo er bis zum Major aufstieg. Am 6. Oktober 1863 heiratete er in Breslau Emma von Walsleben (* 25. August 1844). Bernhard Freiherr von Patow war 1914 Regierungsrat in Allenstein (Ostpreußen). Er hatte Ernst Bürger zum Verwalter des Gutsbetriebes in Mallenchen bestellt. Das Gut Mallenchen hatte damals eine Gesamtgröße von 418,5 ha. Davon waren 175 ha Acker, 46 ha Wiesen, 7,5 ha Weiden, 168 ha Wald und 22 ha Unland und Wasser. Auf dem Hof wurden 15 Pferde, 95 Stück Rindvieh, davon 40 Milchkühe, 314 Schweine und 99 Schafe gehalten. Zum Gutsbetrieb gehörten auch eine Ziegelei sowie eine Mahlmühle und eine Sägemühle. Die Wassermühle lag an der Schrake, die Sägemühle am südlichen Dorfende. Der Grundsteuerreinertrag wurde auf 3595 Mark veranschlagt. Bernhard von Patow starb am 25. März 1917 in Mallenchen.
Der einzige Sohn und vorgesehene Erbe von Mallenchen war der Sohn Bernhard (* 25. August 1869). der am 20. Mai 1915 in Galizien gefallen war. Er war mit Gertrud Auguste Luise Boden (* 17. August 1879) verheiratet. Nach dem Tod von Bernhard d, Ä. 1917 übernahm dessen Schwiegertochter Gertrud die Leitung des Gutes Mallenchen. Ihr Sohn Hermann Bernhard Walter (Hermann) (* 5. Dezember 1904, † 12. Dezember 1935 in Berlin) war zu diesem Zeitpunkt erst 12 Jahre alt. Hermann heiratete 1930 Eva von Massow (1903–1996) von Groß Volz (Krs. Rummelsburg). Hermann starb mit nur 31 Jahren 1935 in Berlin. Aus dieser Ehe gingen die Kinder Alexander, Detlef und Almute hervor. Durch den frühen Tod ihres Mannes und dann ihres Sohnes Hermann führte Gertrud von Patow den Wirtschaftsbetrieb des Gutes Mallenchen bis 1945.
Niekammer nennt aber für 1929 Gertrud verwitwete Freifrau von Patow als Besitzerin von Mallenchen, Das Gut hatte damals eine Gesamtgröße von 412 ha, davon waren 140 ha Acker, 41 ha Wiesen, 7 ha Weiden, 202 ha Wald, und 22 ha Unland und Wasser. Der Tierbestand belief sich auf 15 Pferde, 58 Stück Rindvieh, davon 24 Kühe, 164 Schweine und 40 Schafe. Vermutlich übernahm der Sohn Hermann Mallenchen für einige Jahre die Führung des Gutes. Durch seinen frühen Tod 1935 übernahm jedoch wieder Getrud Freifrau von Patow. die Leitung.
Die Adressbücher des Kreises Calau für die Jahre 1937 und 1941 nennen als Bewohnerinnen des Gutshauses Mallenchen Freifrau Gertrud von Patow und ihre Schwiegertochter Freifrau Eva von Patow. Sie hatten 1937 Hans May als Inspektor für den Gutsbetrieb angestellt. Ab 1940 war Mallenchen an den Grafen zu Lynar-Lübbenau verpachtet. Die Familie von Patow wurde nach 1945 enteignet.
Nach 1945 wurden im Gutshaus zunächst Wohnungen und eine Schule eingerichtet. Später war die Gemeindeverwaltung in dem Gebäude untergebracht. 1968 erfolgte eine Sanierung, wobei die Dachgauben entfernt wurden. Das Gebäude ist eingetragenes Baudenkmal und heute in Privatbesitz.

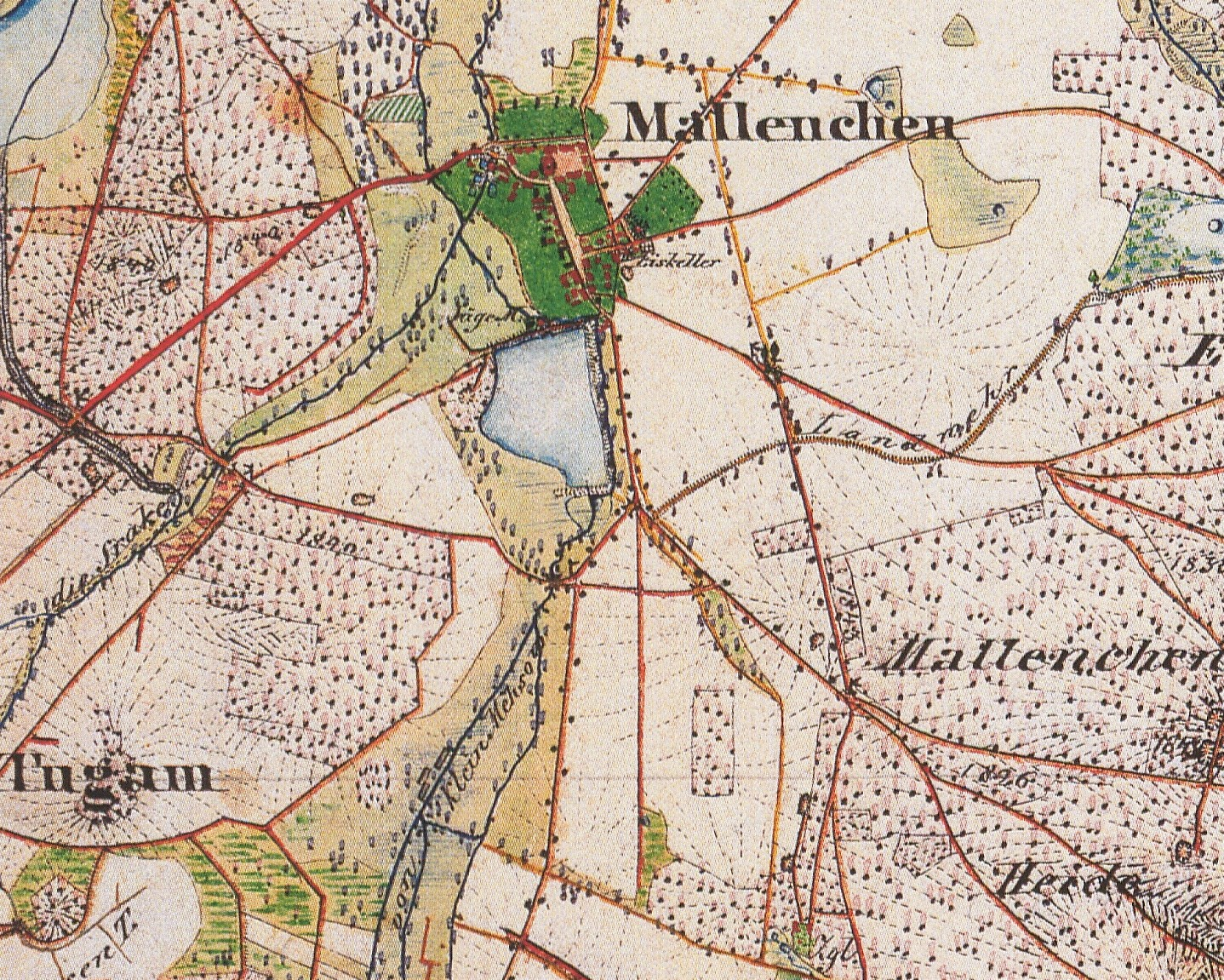
Mallenchen auf dem Urmesstischblatt 4249 Calau von 1846

### Kommunale Geschichte
Mallenchen war immer recht klein und deutlich geprägt vom Rittergut. 1708 lebten in Mallenchen nur ein Bauer, acht Kossäten und zwei Büdner. Etwas widersprüchlich sind die Angaben von 1718, nach denen nur sieben Kossäten und zwei Häusler in Mallenchen wohnten. Das Dorf hatte damals 500 Gulden Schatzung, nach der die Steuern berechnet wurden, die der Grundherr abzuführen hatte. Nach Krausch wurde bei Mallenchen auch Weinbau betrieben. Zeuzsch nennt für 1792 dagegen wieder einen Bauern, acht Kossäten und zwei Büdner. 1810 hatte sich die Bevölkerungsstruktur dann doch etwas verändert. Angegeben sind nun acht (Ganz-)Kossäten und acht Häusler oder Büdner. Schon 1818 wird neben der Wassermühle an der Schrake eine unbewohnte Ziegelei genannt. Die Ziegelei lag an der südlichen Markungsgrenze zu Klein Mehßow hin. Das Dorf hatte damals 130 Einwohner, die in 17 Häusern wohnten. Die Wassermühle hatte neun Einwohner in einem Wohngebäude. Wassermühle und Ziegelei werden auch 1844 genannt. Das Dorf hatte nun einschließlich der Wassermühle 166 Einwohner, die sich auf 25 Häuser verteilten. Im Urmesstischblatt 4249 Calau von 1846 ist neben der Wassermühle an der Schrake und der Sägemühle südlich des Dorfes auch ein Eiskeller verzeichnet.
Der Gemeindebezirk war verglichen zum Gutsbezirk sehr klein. Berghaus gibt (für 1852) eine Gesamtgröße von 1501  Morgen und 155 Quadratruten für das Rittergut an. Davon waren 400 Morgen 160 Quadratruten Acker, 51 Morgen 59 Quadratruten Wiesen, 612 Morgen 27 Quadratruten Forst. 1869 maß der Gemeindebezirk nur 371 Morgen gegen 1608 Morgen des Gutsbezirks (1900 waren die entsprechenden Zahlen in Hektar: 94 ha für den Gemeindebezirk, 410 ha für den Gutsbezirk). 1871 zählte man im Gemeindebezirk nur sieben Wohnhäuser mit 47 Einwohnern, im Gutsbezirk dagegen 17 Wohngebäude mit 108 Einwohnern.
Riehl und Scheu nennen für 1861 dagegen nur 20 Häuser (wohl irrtümlich) und 161 Einwohner. Nach dem Generaladressbuch von 1879 gehörten Wassermühle und Ziegelei zum Gutsbesitz. Im Messtischblatt von 1903 ist nördlich der Ziegelei eine Lehmgrube eingezeichnet. Die Ziegelei wird auch noch 1914 erwähnt. Wann die Ziegelei eingegangen ist, ist nicht genau bekannt. In Niekammers Güter-Adressbuch 1923 ist sie aber nicht mehr erwähnt. Auch im Messtischblatt 4249 Calau von 1939 (berichtigt 1925) fehlt nun die Ziegelei. In den späten 1930er Jahren wurde die Reichsautobahn 60, die heutige Bundesautobahn 13 östlich an Mallenchen vorbei gebaut. Der Streckenabschnitt wurde aber erst 1940 und einbahnig dem Verkehr übergeben.

### Die Mallenchener Wassermühlen
1706 wurde die Wassermühle an der Schrake westlich des Gutshauses neu erbaut (Inschrift). Ob es ein völliger Neubau war oder ob lediglich ein älteres Mühlengebäude durch einen Neubau ersetzt wurde, ließ sich bisher nicht ermitteln. 1780 war Gottfried Pielenz Pächter der Mallenchener Wassermühle. 1820 wohnten in dem einen Wohngebäude neun Personen. 1842 wird Mallenchen als Dorf mit einer Wassermühle beschrieben. Das Urmesstischblatt 4249 Calau von 1846 zeigt aber neben der Wassermühle an der Schrake eine zweite Wassermühle am Südende des Dorfes; sie ist als Sägemühle ausgewiesen. Diese Sägemühle wurde vom Wasser eines aufgestauten Teiches angetrieben, der sein Wasser von einem von Klein Mehßow herkommenden Fließ erhielt. Die Wassermühle war im direkten Besitz des Gutes. Infolgedessen erhielt der Ritterguts- und Wassermühlenbesitzer von Patow die Mahlzwangsentschädigung.
Riehl und Scheu nennen als Besitzer der Wassermühle einen Mann namens Liebmann. 1864 lautet die Beschreibung: Dorf mit 1 Wasser-Mahl- u. Schneidemühle und einer Ziegelei. Die Kurzbeschreibung lässt nicht eindeutig auf zwei Mühlen schließen. Denkbar wäre auch, dass beide Wassermühlen nur einen Besitzer hatten, der beide Mühlen gepachtet hatte. Nach Wendland und Wendland soll die Wassermühle an der Schrake auch als Försterwohnung genutzt worden sein. Im Messtischblatt 4249 Calau von 1939 (berichtigt 1925) fehlt nun die Sägemühle. Das Mühlensymbol für die Wassermühle an der Schrake ist aber noch vorhanden. Das Adressbuch Calau von 1937 führt als einzigen Mühlenbetreiber in Mallenchen Karl Winzer als Mühlenpächter an. 1941 ist dieser Karl Winzer aber als Landwirt bezeichnet. Nach Jensch sollen zwei Generationen der Familie Winzer Pächter der Mallenchener Wassermühle gewesen sein, also wahrscheinlich schon der Vater des Karl Winzer. Der Mühlenbetrieb wurde zu Beginn des Zweiten Weltkrieges eingestellt. Aufgrund von Bergbauschäden durch den nahen Tagebau Schlabendorf-Süd wurden die Gebäude in den 1970er Jahren abgerissen. In Jensch ist ein Aquarell der Mallenchener Wassermühle publiziert.

### Kommunale Zugehörigkeit
Bis 1815 gehörte Mallenchen zum Calauischen Kreis der böhmisch-sächsischen Niederlausitz. Nach dem Wiener Kongress kam Mallenchen 1815 mit der gesamten Niederlausitz an das Königreich Preußen und gehörte nun zum Landkreis Calau. Mallenchen wurde schließlich am 1. Juli 1950 nach Gliechow eingemeindet, und die beiden Gemarkungen wurden vereinigt. Danach gehörte der Ort zum 1952 neu gegründeten, stark verkleinerten Kreis Calau im Bezirk Cottbus der DDR. Gliechow und Mallenchen wurden am 1. Mai 1974 nach Groß Jehser eingegliedert. Gliechow wurde 1978/1979 durch den Braunkohlentagebau Schlabendorf-Süd devastiert.
1992 schloss sich Groß Jehser (mit dem Ortsteil Mallenchen) mit 11 anderen Gemeinden und der Stadt Calau zum Amt Calau zusammen. Am 31. Dezember 2001 wurde Groß Jehser mit Mallenchen und den Orten Buckow, Gollmitz, Craupe und Zinnitz in die Stadt Calau eingegliedert. 2003 wurden die letzten Gemeinden des Amtes Calau per Gesetz in die Stadt Calau eingegliedert und das Amt Calau aufgelöst. Groß Jehser ist seither ein Ortsteil der Stadt Calau. Mallenchen hat den Status eines Gemeindeteils von Groß Jehser.

### Einwohnerentwicklung
| Jahr      | 1818 | 1842 | 1864 | 1875 | 1890 | 1910 | 1925 | 1933 | 1939 | 1946 |
| Einwohner | 139* | 166  | 159  | 142  | 141  | 146  | 123  | 117  | 112  | 185  |

- einschließlich Bewohner der Wassermühle

### Kirchliche Geschichte
Mallenchen hat keine Kirche und hatte auch in der Vergangenheit keine eigene Kirche, sondern war nach Groß Jehser eingepfarrt. Der Ort gehört heute zur Kirchengemeinde Groß Jehser im Pfarrsprengel Groß Jehser im Kirchenkreis Niederlausitz.

## Kultur und Sehenswürdigkeiten

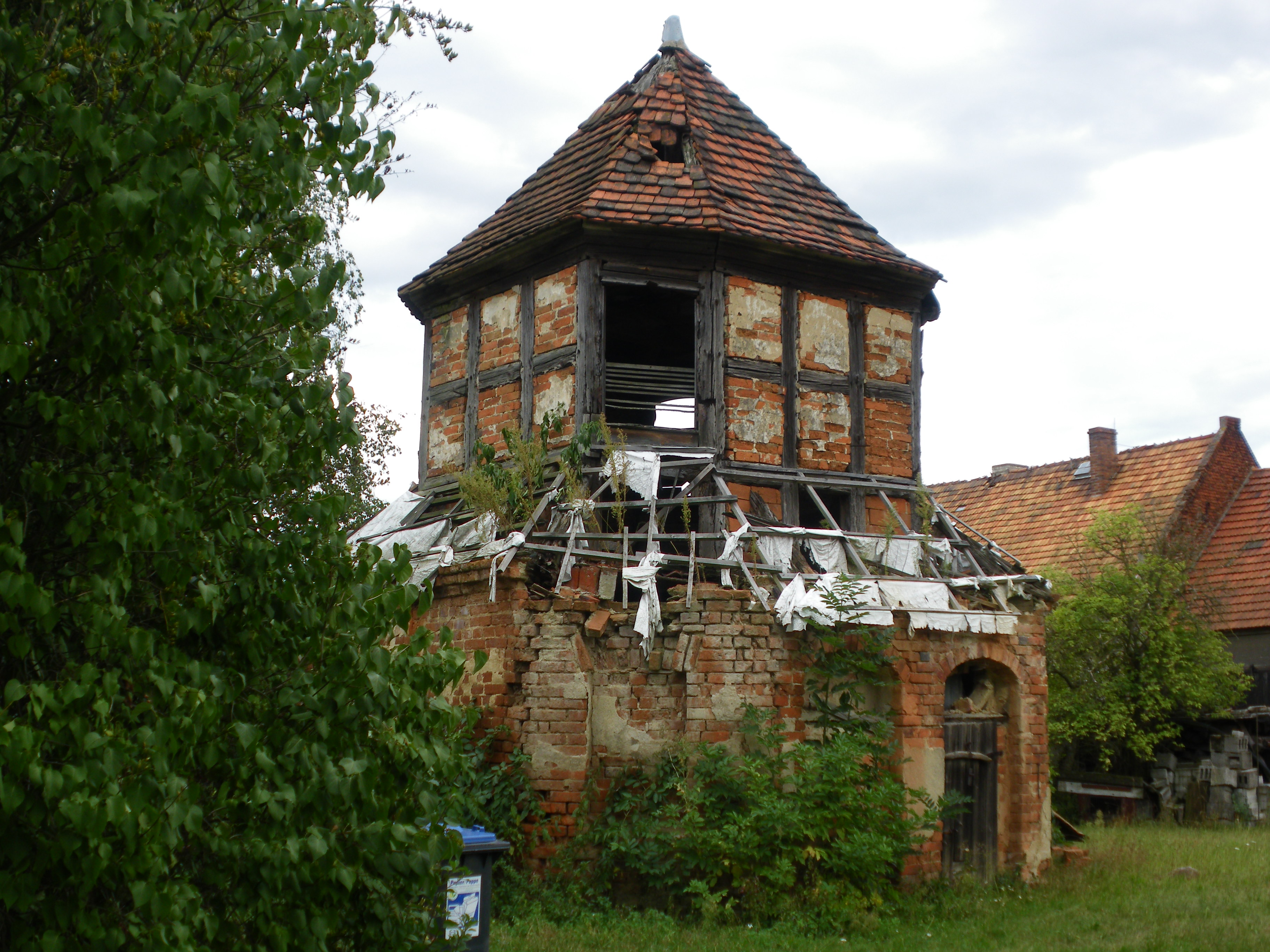
Taubenhaus

Das Herrenhaus wurde im Jahr 1780 erbaut. Im Jahr 1858 wurde es um einen Anbau ergänzt. Auf dem ehemaligen Gutshof befindet sich die Ruine eines Taubenturmes. Der Gutshof und das Taubenhaus gehören zu den Baudenkmalen in Calau. Seit 2004 befindet sich das Gutshaus Mallenchen in Privatbesitz und wird im Bestand gesichert sowie unter baudenkmalpflegerischen Aspekten rekonstruiert und saniert.

## Wirtschaft und Infrastruktur
Die Bundesautobahn 13 verläuft direkt östlich entlang des Ortes, der über die Landesstraße 56 über die Anschlussstelle Calau mit der Autobahn verbunden ist.

## Bürgermeister / Ortsvorsteher
- 1909 Krüger[52]
- 1937 Karl Heil, Förster und Bürgermeister[32]
- 1941 Hermann Lehmann, Bürgermeister[33]

## Persönlichkeiten, die mit Mallenchen verbunden sind
- Bernhard von Patow (1798–1858), preußischer Verwaltungsbeamter und Landrat.
- Robert von Patow (1804–1890), preußischer Beamter, Finanzminister und Politiker, Mitglied des Preußischen Herrenhauses